# 邓力平
邓力平（1954年11月10日—），福建沙县人，鄧子基之子，中华人民共和国经济学家，中国国民党革命委员会中央副主席。

## 生平
高中毕业后，邓力平当过两年半知青，后被招到厦门市外贸局当了两年半基层仓库工人。
1978年至1982年，邓力平在厦门大学经济系外贸专业学习，获经济学学士。1982年至1984年，在厦门大学经济学院外贸系学习，获经济学硕士。1986年至1989年，在加拿大戴尔豪斯大学经济系学习，获经济学博士。
1984年至1986年，历任厦门大学经济学院外贸系助教、讲师。1986年至1996年，先后为加拿大戴尔豪斯大学经济系经济学博士，加拿大圣玛丽大学（St. Mary's University）、劳伦森大学（Laurentian University）等大学经济系教师，加拿大雅礼逊山大学（Mount Allison University）经济系教授（终身教职）。1996年至2003年，回到厦门大学担任教授、博士生导师，国贸系主任（1998年至2001年），经济学院副院长（1999年至2001年），网络教育学院院长（2001年至2003年），校长助理（2000年至2001年），副校长（2001年至2003年）。2003年9月至2008年1月，担任厦门国家会计学院院长、教授、博士生导师。
2008年1月起，兼任福建省政协副主席。2012年7月，邓力平当选为民革福建省委会主委。2012年12月，在民革十二届一中全会上，邓力平当选为新一届民革中央副主席。他享受国务院政府特殊津贴。同时兼任中国财政学会副会长、中国税务学会副会长、中国国际税收研究会常务理事、中国国际贸易学会常务理事等职务。
他是第九届、十届、十一届全国人民代表大会代表。2013年3月，当选第十二届全国人大常委会委员。